# Textil- und Juteministerium
Das Textil- und Juteministerium ist eines der Ministerien in Dhaka. Es ist unter anderem für die Textilindustrie in Bangladesch zuständig.
Gegenwärtiger Minister ist Emaj Uddin Pramanik.

## Geschichte
Der Vorgänger des Jute-Ministeriums wurde 1973 gegründet, der Vorgänger des Textilministeriums 1977. Beide gingen aus dem Industrie- und Handelsministerium hervor, und waren zuvor Abteilungen desselben.
1984 wurden die beiden Abteilungen im Zuge einer Reform vom Industrie- und Handelsministerium abgetrennt, 1986 wurden sie eigenständige Ministerien.
2004 wurden die Ministerien zum Textil- und Juteministerium vereinigt.